# 高崎直道
高崎 直道（1926年9月6日—2013年5月4日），生於日本東京府，為日本曹洞宗僧侶，也是佛教研究者，為東京大學與鶴見大學名譽教授。

## 生平
1950年，畢業於東京大學文學部印度哲學科。1954年，獲得日本政府的獎學金，至哈佛大學留學。1958年，取得博士學位，論文為《寶性論的研究》。回日本後，擔任駒澤大學助教授。1969年，成為大阪大學助教授。
1972年，提出論文《如來藏思想的形成》（如来蔵思想の形成），取得東京大學博士。1975年，獲得日本学士院奖。
1976年，成為東京大學助教授，1977年升任教授。
1985年，接任曹洞宗靜勝寺住持。
1987年，由東京大學退休，獲名譽教授頭銜。成為鶴見大學教授。
1992年，成為鶴見大學校長。在此任教，直到退休，獲名譽教授頭銜。
2013年5月4日，因肺炎病逝。